# آيت عبد الله (الحمام)
آيت عبد الله هي إحدى مشيخات المملكة المغربية، تتبع جغرافيا لإقليم خنيفرة وإداريًا لالحمام. يقدر عدد سكانها بـ 16288 نسمة حسب الإحصاء الرسمي للسكان والسكنى لسنة 2004.